# 1983 في نيوزيلندا
فيما يلي قوائم الأحداث التي وقعت خلال عام 1983 في نيوزيلندا.

## أفلام
من الأفلام التي صدرت هذه السنة في نيوزيلندا:
- 10 مايو – عيد ميلاد مجيد سيد لورانس من إخراج ناغيسا أوشيما.

## مواليد

### يناير
- 19 يناير – غلين موس لاعب كرة قدم نيوزلندي.

### فبراير
- 13 فبراير – جويل ليتل

### أبريل
- 7 أبريل – الان بيرس لاعب كرة قدم نيوزيلندي.
- 25 أبريل – نيك ويليس عداء مسافات متوسطة نيوزيلندي.

### مايو
- 22 مايو – جيريمي كريستي لاعب كرة قدم نيوزلندي.

### يوليو
- 6 يوليو – برينت فيتشر لاعب كرة قدم نيوزلندي.
- 28 يوليو – كريغ برادشو لاعب كرة سلة نيوزيلندي.

### سبتمبر
- 9 سبتمبر – تشاد كوومبيس لاعب كرة قدم نيوزيلندي.
- 18 سبتمبر – أندرو بوينس لاعب كرة قدم نيوزلندي.

### أكتوبر
- 17 أكتوبر – ميشيل أنغ ممثلة نيوزيلندية.

## وفيات

### نوفمبر
- 19 نوفمبر – كلاري جوردون (مواليد 1917) ملاكم نيوزيلندي.